# Mitreni
Mitreni is een gemeente in het Roemeense district Călărași en ligt in de regio Muntenië in het zuidoosten van Roemenië. De gemeente telt 4897 inwoners (2002).

## Geografie
Mitreni ligt in het zuidwesten van Călărași. De gemeente heeft een oppervlakte van 51,18 km².

## Demografie
In 2002 had de gemeente 4897 inwoners. Volgens berekeningen van World Gazetteer telt Mitreni in 2007 ongeveer 4785 inwoners. De beroepsbevolking is 1534. Er bevinden zich 1534 huizen in de gemeente.

## Politiek
De burgemeester van Mitreni is Constantin Iosif. Secretaris is Liliana Buciumeanu.

## Onderwijs
Er zijn drie kinderdagverblijven en drie scholen in de gemeente.

## Toerisme
Toeristische attracties in Mitreni zijn het klooster "De Inslaping van Maria", agrotoerisme en Lacul Ocolului Silvic (Ocol Silvicmeer).
Alexandru Odobescu · Belciugatele · Borcea · Căscioarele · Chirnogi · Chiselet · Ciocănești · Curcani · Cuza Vodă · Dichiseni · Dor Mărunt · Dorobanțu · Dragalina · Dragoș Vodă · Frăsinet · Frumușani · Fundeni · Grădiştea · Gurbănești · Ileana · Independenţa · Jegălia · Lehliu · Luica · Lupșanu · Mânăstirea · Mitreni · Modelu · Nana · Nicolae Bălcescu · Perișoru · Plătărești · Radovanu · Roseți · Sărulești · Sohatu · Șoldanu · Spanțov · Ștefan cel Mare · Ștefan Vodă · Tămădău Mare · Ulmeni · Ulmu · Unirea · Vâlcelele · Valea Argovei · Vasilați · Vlad Țepeș